# Flujo (personaje)
Flujo es el nombre de dos personajes ficticios que aparecen en los cómics estadounidenses publicados por Marvel Comics. El primero fue uno de los enemigos de Hulk.

## Historial de publicaciones
Flujo apareció por primera vez en Incredible Hulk Vol. 3 # 17 y fue creado por Paul Jenkins y Ron Garney.

## Biografía del personaje ficticio

### Benjamin Tibbits
El soldado raso Benjamin "Benny" Tibbits, un soldado con problemas no resueltos con su madre, era un soldado de primera generación en el ejército de Estados Unidos. Él, junto con un pelotón de soldados, fueron expuestos a una bomba gamma por el General Ryker, que deseaba probar sus efectos en humanos. Tibbits fue el único sobreviviente. Él se transformó en una criatura similar a Hulk con fuerza sobrehumana. Las únicas diferencias son que Tibbits, apodado Flujo, parecía más deformado, con su frente y articulaciones significativamente más pronunciadas, y su transformación fue más errática, partes de él a veces se transformaban, mientras que el resto de su cuerpo permanecía humano. Convencido por el General Ryker que Banner era responsable de su condición, y había vendido tecnología gamma a los iraquíes, Flujo fue enviado tras Hulk, pero la pelea resultó ser unilateral y Banner fue capaz de rebajarlo. Benjamin Tibbits se sometió a una evaluación psiquiátrica gracias a Doc Samson, pero posteriormente fue capturado e interrumpido por Ryker. Regresado a una mentalidad y vocabulario infantiles, aparentemente percibiendo a Ryker como su 'mamá', Flujo fue una vez más enfrentado contra Hulk, pero la pelea terminó cuando el general Thunderbolt Ross obligó a Ryker a retirarse. Sin órdenes de Ryker, Flujo dejó de luchar y se vino abajo, volviendo a ser Benny mientras lloraba por su madre.
Recientemente, Flujo fue revelado estando en custodia de A.I.M., que experimentó en él. Sin embargo, fue asesinado por Grey de los Gamma Corps durante una misión de ataque a la base de A.I.M.
Durante la historia de Damnation, Flujo fue arrojado al infierno después de su muerte y es una de las malditas almas que Johnny Blaze y Zarathos encuentran allí junto a Elephantine, Jack O'Lantern y Richard Fisk.

### Dennis Sykes
Dennis Sykes es un banquero que apareció en la historia 1 Month 2 Live. Obtiene superpoderes y un cáncer intratable tras un accidente con desechos tóxicos. Con una esperanza de vida de apenas un mes, Sykes se lanza a una breve carrera como superhéroe, en un intento de hacer una diferencia en el mundo mientras pueda, ayudando a Los 4 Fantásticos a salvar a Ego el Planeta Viviente de una infección cancerosa y evitando el intento de Hammerhead de tomar el control de su vecindario. Aunque el uso de sus poderes empeoró su condición, Sykes deja una impresión positiva en muchos héroes con su dedicación a hacer lo correcto, aceptando el entrenamiento de Spider-Man y recibir una membresía honoraria con los Cuatro Fantásticos y Los Vengadores antes de que finalmente muera de estrés por su batalla final. Su esposa estaba a su lado cuando murió. Para honrarlo, se erigió una estatua de Flujo en el hospital de niños al que ayudó después de obtener sus poderes.

## Poderes y habilidades
Al igual que Hulk, Flujo es también una criatura gamma. Sus habilidades incluyen fuerza sobrehumana. A diferencia de Hulk él es incapaz de hacerse más fuerte a medida que se pone más furioso. No se sabe si tiene la habilidad de saltar grandes distancias, como Hulk.
La versión de Dennis Sykes de Flujo puede manipular todas las formas de materia donde puede reparar objetos rotos, derretir paredes y crear esculturas a partir de los materiales que están presentes.

## En otros medios

### Videojuegos
- La versión de Benjamin Tibbets de Flujo aparece en la adaptación en videojuego Hulk con la voz de Lee Tockar. Flujo aparece como uno de los oponentes de Hulk, desafiando a Hulk cuando éste intenta destruir un generador de campo de fuerza que lo mantiene confinado en una base militar. Este Flujo parece compartir el trasfondo de la versión del cómic, pero no se hace referencia a los detalles específicos de su origen, aunque se insinúa que es el mismo. Después de que es derrotado, es arrojado al generador de campo de fuerza y es herido gravemente. Al final del juego, es visto en una base donde está siendo tratado de las heridas que sufrió bajo el cuidado del General Ryker.